# Kim Shin-wook
Kim Shin-Wook (Gwacheon, 14 de abril de 1988) é um futebolista sul-coreano que atua como atacante.

## Carreira
Kim Shin-Wook representou a Seleção Sul-Coreana de Futebol na Copa da Ásia de 2011 e na Copa do Mundo de 2014.

## Títulos
Ulsan Hyundai
- Liga dos Campeões da AFC: 2012

Jeonbuk Hyundai Motors
- Liga dos Campeões da AFC: 2016
- K League 1: 2017, 2018